# Xã West Side, Quận Crawford, Iowa
Xã West Side (tiếng Anh: West Side Township) là một xã thuộc quận Crawford, tiểu bang Iowa, Hoa Kỳ. Năm 2010, dân số của xã này là 921 người.